# Старобогатов, Ярослав Игоревич
Яросла́в И́горевич Старобога́тов (13 июля 1932, Москва — 3 декабря 2004, Санкт-Петербург) — советский и российский зоолог, малаколог, профессор, доктор биологических наук, главный научный сотрудник (с 2003 года на пенсии) Зоологического института РАН. Известен своими научными трудами в области зоологии беспозвоночных, в особенности, моллюсков и ракообразных, мегасистематики живых организмов, макро- и микроэволюции, первыми исследованиями в отечественной и мировой биогеографии. Блестяще владел сравнительно-анатомическим методом.

## Биография

### Молодость
Ярослав Игоревич родился 13 июля 1932 года в Москве. Детство его пришлось на войну, а годы учёбы — на расцвет лысенковской псевдонауки. После окончания школы поступил на биолого-почвенный факультет Московского университета, закончив его в 1955 году. Специализировался по кафедре зоологии беспозвоночных, был оставлен в аспирантуре этой же кафедры, окончил её в 1958 году.

### Научная деятельность
По окончании аспирантуры Ярослав Игоревич работал во Всесоюзном Институте научной и технической информации АН СССР (сейчас Всероссийский институт научной и технической информации РАН), год работал на кафедре зоологии беспозвоночных Московского университета. В 1961 году переехал в Ленинград, поступил на работу в Зоологический институт АН СССР (сейчас Зоологический институт РАН), где проработал до выхода на пенсию в 2003 году. Начал работать лаборантом, а закончил главным научным сотрудником. Не был избран в Российскую академию наук, что его нисколько не заботило.
В 1965 году в стенах Зоологического института защитил кандидатскую диссертацию, а в 1971 году — докторскую, после чего стал профессором.

#### Научные путешествия
Ярослав Игоревич объездил весь Советский Союз. Работал в Сибири, на Украине (в том числе в районе аварии Чернобыльской АЭС), на Байкале, на Крайнем Севере, на Дальнем Востоке, в горах Кавказа и во многих других местах. Изучил и описал множество новых видов, родов и семейств животных. За границей не бывал вплоть до 90-х годов по той причине, что не хотел проходить долгие собеседования, неизбежные при выезде из СССР.

### Характер
Говорят, что Карл Гаусс был последним человеком, который знал всю математику. Я. И. Старобогатов был последним человеком, который знал всю зоологию беспозвоночных, а также многое другое за пределами зоологии и биологии. Невероятная всеобъемлющая эрудиция — это то, что прежде всего поражало любого человека, который сталкивался с Я. И. Старобогатовым. «Ну, как же!» — знаменитое восклицание Я. И. Старобогатова в ответ на любой заданный ему вопрос, после чего следовала исчерпывающая информация на интересующую собеседника тему. «Никто не может объять необъятного!» — говорил Козьма Прутков, но Я. И. Старобогатов своим примером опровергал великого резонера. Я. И. Старобогатов знал всё и знал это не как любитель, а как профессионал. Бог дал ему эту удивительную способность (говорят, что такой же способностью обладал его отец — И. И. Старобогатов, работавший в газете «Известия», обязанностью которого было прочитывать весь номер и исправлять ошибки и неточности в датах, именах, событиях и проч., чего бы ни касались газетные статьи), и Я. И. Старобогатов щедро делился этим даром с окружающими.— В. В. Малахов, С. Д. Степаньянц. Ярослав Игоревич Старобогатов (1932—2004) // Invertebrate Zoology. — 2005. — Т. 2, № 1. — С. 103—105. — ISSN 1812-9250.

## Труды
Объём научной продукции Ярослава Игоревича велик: 294 научные работы общим объёмом в 300 авторских листов, из них 5 монографий. К наиболее значимым научным трудам относятся:
- Старобогатов Я. И. Зоогеографическое районирование Понто-Каспийской солоноватоводной области // Четвёртая межвузовская зоогеографическая конференция: тез. докл. — Одесса: Одес. гос. ун-т, 1966. — С. 266—267.
- Старобогатов Я. И. Фауна моллюсков и зоогеографическое районирование континентальных водоемов земного шара. — Л. : Наука, 1970. — 372 с.
- Старобогатов Я. И. Крабы литорали Тонкинского залива // Фауна Тонкинского залива и условия её существования. — Л. : Наука, 1972. — С. 333—358.
- Старобогатов Я. И. Проблема минимального выдела в биогеографии и её приложение к фаунистической (фауногенетической) зоогеографии моря // Морская биогеография: предмет, методы, принципы районирования / под ред. О. Г. Кусакина. — М. : Наука, 1982. — С. 12—18.
- Старобогатов Я. И. Проблема видообразования. — М.: ВИНИТИ, 1985. — 94 с.
- Старобогатов Я. И. Фауна озёр как источник сведений об их истории // История озёр СССР / под ред. А. Ф. Трешникова. — Л. : Наука, 1986. — С. 27—50.
- Крыжановский О. Л., Старобогатов Я. И. Современное состояние учения об ареале и фаунистических комплексах и задачи исследования // Проблемы долгосрочного планирования биологических исследований. Зоология / под ред. А. А. Стрелкова. — Л. : Наука, 1974. — № 1. С. 44—52.
- Логвиненко Б. М., Старобогатов Я. И. Малакофауна Каспия и её зоогеографические связи // Бюл. МОИП. Сер. биол., 1962. — Т. 67. — № 1. — С. 153—154.